# 静ヒルズカントリークラブ
静ヒルズカントリークラブ（しずヒルズカントリークラブ）は、茨城県常陸大宮市小場に広がるゴルフ場である。

## 概要
静ヒルズカントリークラブは、新たなゴルフ場建設に向け「富士開発グループ」がゴルフ場経営に乗り出したことに始まる。コース名は「宍戸ゴルフクラブ静コース」、コース設計は中島常幸が、工事は大成建設株式会社が行い、1987年（昭和62年）7月25日、18ホール規模のゴルフ場が開場された。
その後、2000年（平成12年）3月14日、経営内紛が起こり、会員と会社の双方が会社更生法の適用を申請。2001年（平成13年）７月31日、森ビルをスポンサーとする、会員全員に追加負担金無しプレー権と会員譲渡を可能とする更正計画案を提出。2001年（平成13年）12月6日、更正計画案が成立、「森ビルグループ」傘下による経営が決定、運営は「株式会社宍戸国際ゴルフ倶楽部」が行っている。
また、2021年（令和3年）9月、日本の女子プロゴルフメジャー大会の1つ、日本女子プロゴルフ協会主催競技でもあり、日本選手権大会に相当する「第54回日本女子プロゴルフ選手権大会コニカミノルタ杯」開催の実績がある。

## 所在地
〒319-2132 茨城県常陸大宮市小場5766番地

## コース情報
- 開場日 - 1987年7月25日
- 設計者 - 中島 常幸
- 面積 - 1,090,000m2（約32.9万坪）
- コースタイプ - 林間コース
- コース - 18ホールズ、パー72、7,212ヤード、コースレート74.8
- グリーン - 1グリーン、ニューベント
- フェアウエイ - コーライ
- ラフ - ノシバ
- ハザード - バンカー90、池が絡むホール7
- プレースタイル - 乗用カート(5人乗り)、リモコン式、キャディ・セルフ選択可
- 練習場 - 22打席 280ヤード
- 休場日 - 無休[3][4]

## クラブ情報
- ハウス面積 - 3,300m2（998.2坪）
- ハウス設計 - 大成建設株式会社
- ハウス施工 - 大成建設株式会社[3][4]

## ギャラリー
- コース - 「静ヒルズカントリークラブ」、コース
- ハウス - 「静ヒルズカントリークラブ」、施設

## 交通アクセス
- 鉄道 - JR東日本（常磐線・水郡線）鹿島臨海鉄道大洗鹿島線 - 水戸駅よりタクシー利用 約45分
- 道路 - 常磐自動車道 - 那珂ICより 10km 約15分[5]

## メジャー選手権
- 2021年（令和3年） - 第54回 日本女子プロゴルフ選手権大会 コニカミノルタ杯（9月9日-12日）[6]

## 関連文献
- 『ゴルフ場ガイド 東版』2006-2007、「静ヒルズカントリークラブ（茨城県）」、東京 ゴルフダイジェスト社、2006年5月、2020年9月14日閲覧
- 「ゴルフ場ホテルでリモートワーク　茨城の静ヒルズ」、日本経済新聞、2021年4月12日、2021年8月17日閲覧
- 「静ヒルズCCと宍戸ヒルズCCでスナッグゴルフ親子大会を開催(8月7日･8日)」、日本ゴルフツアー機構、2021年8月、2021年8月17日閲覧